# Jusan Mobile
АО «Jusan Mobile» — казахстанская компания, предоставляющая телекоммуникационные услуги и цифровые сервисы в Казахстане. Компания оказывает услуги сотовой связи (в стандартах GSM, UMTS (3G) и LTE), услуги проводной телефонной связи, мобильного и фиксированного, широкополосного доступа в Интернет.

## История

### Создание
АО «KazTransCom» образовано в 2001 году в результате слияния трех компаний: АО «КаспийМунайБайланыс», АО «Актюбнефтесвязь» и АО «Байланыс». Акции АО «KazTransCom» свободно торгуются на KASE. Владельцами компании, согласно данным, предоставленным KASE (Казахстанская фондовая биржа), являются ТОО «РОДНИК ИНК» — 81,77 % от общего количества размещенных акций (1907556 штук) и Абдрахманов М. А. — 9,99 % от общего количества размещенных акций (233090 штук).

### Активный рост
В феврале 2014 года компания объявила, что будет участвовать в проекте TASIM (Трансевразийская информационная супермагистраль) от Казахстана. Соответствующий меморандум был подписан пятью операторами: «China Telecom» (Китай), «KazTransCom» (Казахстан), «Ростелеком» (Россия), «Turk Telekom» (Турция) и «Центром международных отношений и расчетов Министерства связи и информационных технологий Азербайджана».
В мае 2019 года оператор вышел из проекта TASIM.
В 2015 году оператор отчитался существенным ростом выручки и прибыли. Они выросли, соответственно, на +14,6 % и в 2,4 раза.

### Ребрендинг
В ноябре 2020 года «Jusan Bank» и «Мобайл Телеком-Сервис» запустили виртуального мобильного оператора «Jusan Mobile» на базе сети Tele2/Altel. Техническим интегратором проекта выступил «KazTransCom».
В 2021 году компания стала частью группы Jusan.
22 сентября 2021 года АО «KazTransCom» было переименовано в АО «Jusan Mobile».

## Деятельность в Казахстане
В  Mobile» и ГКЭ «Туркментелеком» и подписали Соглашение о намерениях строительства кабельного пограничного перехода и стыковке телекоммуникационных сетей на границе Туркменистана и Казахстана, в районе пограничного перехода «Темир-Баба». Часть интернет-трафика Туркменистана, Ирана и Афганистана будет пополнена за счёт телекоммуникационных сетей казахстанских интернет-ресурсов.